# Sour (àlbum)
Sour (estilitzat SOUR, lit. ‘Agre’) és el primer àlbum d'estudi de la cantant estatunidenca Olivia Rodrigo, publicat el 21 de maig de 2021 per la discogràfica anomenada Geffen Rècords. Olivia va explicar que el seu àlbum s'endinsa en els perills i descobriments d'una jove de disset anys i el nom de l'àlbum fa referència als desagradables sentiments «agres» que s'experimenten a l'adolescència, emocions de les quals els joves sovint s'avergonyeixen, com la ira, la gelosia i el cor trencat. L'estil musical de l'àlbum Sour s'inspira en els gèneres i els cantants preferits de la cantant.
L'àlbum està escrit per Olivia Rodrigo, junt amb altres col·laboradors i produït per Daniel Leonard Nigro, el disc principalment pertany al gènere pop alternatiu i es contraposa amb algunes cançons optimistes de rock alternatiu i pop punk al costat de balades lo-fi, impulsades per guitarres, pianos i sintetitzadors. La temàtica de Sour engloba temes concentrats en l'adolescència, les històries d'amor fallides i el dolor del cor explicats des de les diverses perspectives de la cantant. Sour va rebre aclamació universal dels crítics musicals, que ho van considerar un debut sòlid i van aclamar la versatilitat musical de Rodrigo, el seu lirisme honest i el seu atractiu per a la generació Z.
Es van publicar tres senzills abans del llançament de Sour: «Drivers License», va ser el senzill debut de la cantant i el principal de l'àlbum, el qual va aconseguir una aclamació i èxit mundial, debutant en el primer lloc del Billboard Hot 100 dels Estats Units i propulsant a Olivia Rodrigo a la fama. A continuació es va estrenar «Deja Vu», que va assolir el tercer lloc de la llista, convertint a Rodrigo en la primera artista de la història de la llista Hot 100 a tenir els seus dos primers senzills dins del top deu. «Good 4 U» es va publicar una setmana abans que Sour i va debutar en el #1 de la mateixa llista.
El quart senzill va ser "Brutal" i es va publicar el 23 d'agost de 2021, en format de vídeo musical.

## Antecedents
Olivia Rodrigo és una actriu i cantant estatunidenca coneguda pels seus personatges rellevants a les sèries Bizaardvark (2016–2019) a Disney Channel i High School Musical: el musical: la sèrie (2019–present). La cantant va registrar cançons per a la banda sonora d'aquesta última, on s'inclou «All I Want», la qual va rebre una certificació d'or de Recording Industry Association of America. L'any 2020, la cantant va formalitzar un contracte amb la discogràfica Geffen Rècords amb el propòsit de publicar el seu primer EP l'any 2021. Un company de Rodrigo la va recomanar a Dan Nigro, un compositor i productor estatunidenc, que va escoltar les seves cançons a la banda sonora. El compositor va quedar «completament impressionat» i va contactar amb la cantant a través d'Instagram, proposant-li treballar junts. El dos es van reunir per a conèixer-se un temps després que la pandèmia de COVID-19 afectés els Estats Units. Van iniciar la seva col·laboració tot seguit de trobar la forma de treballar de manera segura en l'aïllament. El 8 de gener de 2021, la cantant va publicar el seu senzill debut, «Drivers License», produït per Nigro, que va tenir un èxit comercial i crític sense precedents. Billboard va declarar el senzill com un dels números u més dominants de la història del Billboard Hot 100.
Cap a finals de març de 2021, Rodrigo va anunciar el seu pròxim nou senzill publicant enigmàtics avanços a les seves xarxes socials i arxivant les seves publicacions passades a Instagram. Finalment, el 29 de març, va comunicar que s'anomenaria «Deja Vu», marcant una data de llançament de tres dies després, assegurant als seus seguidors que aquest missatge no era una broma del dia d'enganyar celebrat a l'abril. En la mateixa publicació, la cantant va revelar el treball artístic de la cançó. Després d'ascendir a la fama, Olivia Rodrigo va declarar que llançaria un àlbum d'estudi en lloc d'un EP, ja que se sentia insatisfeta amb el poc abast que tenia un projecte més curt, i únicament un àlbum de llarga durada podia aconseguir «un veritable reflex del tot allò que pot fer».

## Concepció
Vull que [Sour] sigui superversàtil. El meu somni és que sigui una intersecció entre el pop convencional, la música folk i el rock alternatiu. M'encanta la composició, el lirisme i les melodies de la música folk. M'encanta la tonalitat del rock alternatiu. Òbviament, estic obsessionada amb el pop i els seus artistes. Així que intentaré prendre totes les meves influències i fer alguna cosa que m'agradi.  
Olivia Rodrigo va definir la seva ambició pel seu primer projecte, Sour, com una feina «superversàtil» que combina principalment els gèneres pop, folk i rock alternatiu, juntament amb elements de pop punk, country i grunge. Va afirmar que s'inspirava en les obres de les seves cantants preferides, com Alanis Morissette, Taylor Swift i Kacey Musgraves, i en el so «trist» i «angoixant» de grups de rock com No Doubt i The White Stripes. La cantant també va esmentar els gustos musicals de la seva mare com a influència, ja que va ser ella qui la va introduir al heavy metal, punk i rock alternatiu dels anys 90.
La visió de Rodrigo per a les lletres de les cançons de l'àlbum era indagar en diverses d'emocions «agres» de les quals les dones joves «solen avergonyir-se», com la ira, la gelosia i la tristesa. El títol de l'àlbum fa referència al concepte que «les coses increïbles» de la vida de la cantant «es van tornant agres progressivament» a mesura que creix, representant una «part» específica de la seva vida com a jove de 17 anys, «els seus interminables dolors de creixement i sorprenents descobriments». Segons Olivia Rodrigo, la paraula «agre» té molts significats diferents i durant molt de temps va provar d'escriure una cançó titulada «Sour», però no ho va poder fer, d'aquesta manera es va adonar que es tracta d'un terme «global» que abastava la part agra de la seva vida. En una entrevista amb Billboard, la cantant va explicar que va tractar d'equilibrar les cançons «agres» del nou àlbum amb algunes cançons d'amor, per a evitar ser marcada com «la noia del desamor»; no obstant això, finalment va deixar enrere la idea per a preservar la seva autenticitat com a compositora. Va afirmar que l'amor i la felicitat no eren els sentiments que sentia en crear l'àlbum.

## Música i lletres
El disc de Sour s'ha descrit com a pop que salta entre pop punk, pop alternatiu i lo-fi amb influències de synth pop, dream pop i rock alternatiu. Estilísticament, l'àlbum engloba des de l'enèrgic rock de guitarres inspirat en els anys 90 fins a la tendra balada acústica marcada pel piano i les guitarres de dit. Les seves cançons interpreten diferents perspectives d'una mateixa història d'amor amb un final fallit. La composició d'aquestes es caracteritza per temes d'autoconsciència sobre emocions com la ira i la venjança, juntament amb les inseguretats i la vulnerabilitat de la cantant, fent ús de lletres detallades.

### Cançons
La cançó d'obertura, «Brutal», va ser definida per la cantant com a «angoixant» i «amb ritme ràpid». Jules Levefre, de Junkee, la va qualificar de «pop punk juganer i fàcil». Rodrigo també va explicar que «Brutal» va ser l'última cançó escrita per a l'àlbum, especificant-la com una addició de «últim minut». Té guitarres i va ser qualificada de ser una «crítica d'una adolescent angoixada» i «un desig de desafiar qualsevol expectativa pop que hagi estat col·locada [sobre Rodrigo] per fanàtics, amics, executius o exparelles». «Traitor», la segona cançó, és una balada indie pop. La seva lletra s'ha definit com una «ràbia i un regateig després del dol». A més, els detalls de la lletra també descriuen a l'exparella de la cantant amb una altra noia mentre ella és incapaç de superar-lo.
La quarta cançó de l'àlbum és «1 Step Forward, 3 Steps Back», aquesta interpola la línia de piano de la cançó «New Year's Day» (2017) de Taylor Swift. La cançó «lamenta en la melodia». La novena cançó del disc s'anomena «Jealousy, Jealousy», ha estat definida com una «serpentina» i una «tempesta de rock alternatiu similar a The Kills». La desena cançó es titula «Favorite Crime», aquesta incorpora un agrpament d'harmonies per capes amb un estil folk. Finalment, la cançó que tanca el disc s'anomena «Hope Ur Ok» i ha sigut descrita com una «benedicció brillant per a la gent amb mala sort que la cantant ha conegut» i el so de la tornada ha estat definit com una «benedicció».

## Promoció i llançament
El dia 1 d'abril de 2021, Olivia Rodrigo va comunicar a les seves xarxes socials el llançament del seu àlbum debut, amb el títol provisional OR, es posaria a la venda el 21 de maig de 2021. Les comandes anticipades van començar l'endemà de l'anunci. El 13 d'abril, la cantant va avançar el nom final de l'àlbum, revelant que títol seria Sour i a més, va publicar la llista de cançons i la portada del disc el mateix dia. Sour va ser un dels llançaments musicals més esperats de l'any. Es va llançar el 21 de maig de 2021 a través de botigues, música digital i plataformes de streaming, aidxí com en el lloc web d'Olivia Rodrigo.

### Portada

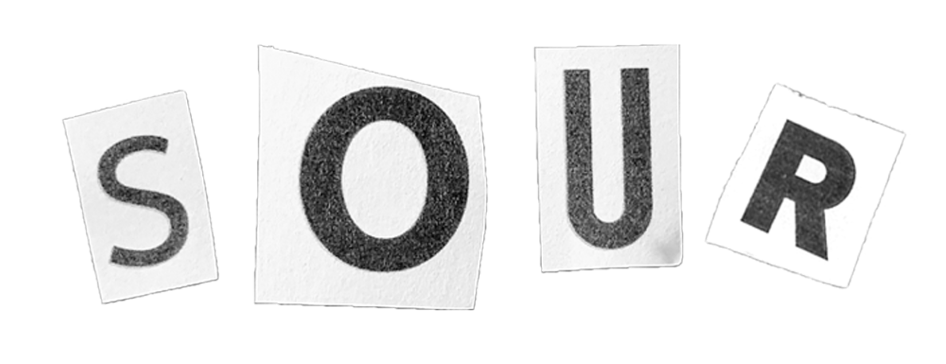
Logotip de l'àlbum debut d'Olivia Rodrigo

La portada principal del disc de Sour mostra a Olivia Rodrigo sobre un fons lila, amb una samarreta de tirants rosa pàl·lid i uns pantalons de quadres. A la imatge té la llengua fora i la cara coberta d'adhesius de colors. Els adhesius de la seva llengua formen el títol de l'àlbum. PopSugar va observar que a la portada la cantant també porta un anell, idèntic al que va rebre anteriorment com a regal de Taylor Swift. La contraportada del disc manté el mateix color lila, amb adhesius escampats i el llistat de cançons escrites en un globus de color plata que la mà de Rodrigo està a punt de explotar amb una agulla. En la portada alternativa disponible per a les edicions exclusives per a Target i en vinil de Sour, el lila torna a ser el color dominant, però els adhesius no estan presents.

### Senzills
Sour va ser sostingut per quatre senzills, els quals es van situar en el top deu de la llista Billboard Hot 100.
«Drivers License», es va publicar el 8 de gener de 2021, és la cançó principal del disc i la primera de l'artista. La cançó compta amb un vídeo musical dirigit per Matthew Dillon Cohen, aquest es va publicar al canal de YouTube d'Olivia Rodrigo simultàniament amb el llançament del senzill. La cançó va superar una selecció de rècords, inclòs el de Spotify per aconseguir el nombre més alt de reproduccions en un únic dia per a una cançó no festiva i el debut més gran en la primera setmana per a una cançó en Spotify i Amazon Music. El senzill es va estrenar en la primera posició de la llista Billboard Hot 100 dels Estats Units i va convertir a Rodrigo en l'artista més jove a debutar en aquesta llista. Va rebre la certificació de doble platí de Recording Industry Association of America. A més, la cançó també es va col·locar en les primeres posicions de les llistes de Regne Unit, Canadà, Austràlia i altres països.
«Deja Vu» es va anunciar com a segon senzill a les xarxes socials de la cantant el 29 de març de 2021 i es va publicar tres dies després juntament amb el seu vídeo musical, que va ser dirigit per Allie Avital a Malibú. La cançó va estrenar-se en el vuitè lloc de la llista Hot 100. Però més tard, amb el llançament de l'àlbum Sour va aconseguir arribar a la tercera posició d'aquesta llista, convertint a Rodrigo en la primera artista de la història a debutar amb els seus dos primers senzills dins del top deu de la llista.
El tercer senzill, «Good 4 U», es va anunciar el 10 de maig de 2021 i es va llançar quatre dies més tard, el 14 de maig. La cançó compta amb un vídeo musical dirigit per Petra Collins, en el qual es mostra a la cantant com una animadora venjativa, fent referències a les pel·lícules clàssiques de culte dels anys 2000 The Princess Diaries i Jennifer's Body. La cançó que conté un caràcter energètic va oferir als seguidors «el gust d'un costat diferent» de Sour, apartant-se de l'emoció més lenta i melancòlica dels senzills precedents «Drivers License» i «Deja Vu». La cançó va ser número u en ventiun països en els quals es destaquen els Estats Units, Regne Unit i Austràlia. També va ser Top 10 en vint-i-set països.
La cantant va publicar el 23 d'agost de 2021 al seu canal de YouTube el vídeo musical del quart senzill de l'àlbum anomenat «Brutal».

### Màrqueting
Olivia Rodrigo va fer la primera actuació de «Drivers License» el 4 de febrer de 2021 en The Tonight Show Starring Jimmy Fallon. El 12 de maig de 2021 al canal de YouTube de Rodrigo es va publicar un tràiler de Sour, que mostrava vídeos d'ella mateixa i el seu productor Dan Nigro, en l'estudi i es mostrava un fragment de «Good 4 U», que es publicaria dos dies més tard. Va interpretar «Drivers License» i va presentar «Good 4 U» en directe al programa Saturday Night Live el 15 de maig de 2021, presentada per l'actor estatunidenc Keegan-Michael Key. El 16 de maig de 2021, es va posar a disposició un número de telèfon directe «323-622-SOUR», en el qual s'anunciava un tema inèdit de Sour. La nit del 20 de maig de 2021, Rodrigo va aparèixer en la transmissió en viu de YouTube de la festa oficial d'estrena de Sour, com un episodi de la sèrie Released de la plataforma. Va reproduir notes de veu del seu telèfon, va parlar de les cançons, va interactuar amb els seguidors i va interpretar en exclusiva el tema «Enough for You». La cantant va concedir entrevistes i va aparèixer en les portades de les revistes Interview, Doble ela, The Face, NME, Billboard i Niló.

## Resposta crítica
L'àlbum Sour es va acollir amb aclamació universal per part de la crítica, obtenint un consens general afirmant que l'àlbum és un sòlid debut que converteix a l'Olivia Rodrigo en la nova cara del «pop de la generació Z». A Metacritic, el qual adjudica una puntuació normalitzada sobre 100, Sour va rebre una puntuació mitjana de 84, basada en 15 ressenyes, fet que indica «aclamació universal».
Robin Murray, de Clash, va elogiar a l'àlbum com una declaració pop «valent», «marcada per l'excel·lència de principi a fi». Va definir les seves 11 cançons com a «potencials senzills d'èxit» i va elogiar l'atrevit lirisme i la contundent execució de la cantant, considerant-la «la nova icona del pop i una de les seves veus més valentes». Tatiana Tenreyro, de The A.V. Club, va descriure'l com aspirant al millor àlbum de pop de 2021 i va remarcar que l'àlbum Sour no té cançons per emplenar. Va assegurar que cada cançó mostra una faceta diferent de l'art de l'artista, on engloba diferents influències però a la vegada creant «una cosa fresca». Kate Solomon, redactora per a The I, va escriure designant al disc de Sour com un «paquet sorprenentment aconseguit» i «impressionant retrat de l'adolescència». Rhian Daly, la crítica del NME, va qualificar a Olivia Rodrigo com una artista «multidimensional» que escriu lletres de cançons detallades que «passen de ser precisament personals a universalment relacionables».
L'àlbum de Sour destaca per la seva moderna producció, segons va esmentar Neil McCormick, del diari The Daily Telegraph. Afirmant que l'àlbum aconsegueix un equilibri acústic i electrònic, combinant l'art de les cançons tradicionals de Taylor Swift, les harmonies de Lorde i les veus murmuradores de Billie Eilish amb la descaradura d'Alanis Morissette i Avril Lavigne. Sour va ser definit com àlbum de «pop impecable de la generació Z» per Mikael Wood, de Los Angeles Times, el qual va afegir que Sour engloba des del rock nítid dels noranta fins a la balada acústica, i «l'àlbum pop més conscient de si mateix dels últims temps». A Entertainment Weekly, Maura Johnston va exposar la seva opinió en la qual explicava que la pesadesa de Sour es veu superada per la gràcia i l'autoconsciència de la cantant i que aquesta no intenta ser «la pròxima» persona, sinó que la cantant desgrana la seva vida i els seus gustos musicals en un prometedor «pop potent i amb ganxo». Angie Martoccio, crítica de la revista Rolling Stone, va redactar que, més enllà dels seus ídols i inspiracions, Olivia Rodrigo va crear «un camí cap a un regne completament nou del pop» en l'àlbum, on aquest és «sense disculpes i amb entusiasme la seva pròpia guia».
Sour va ser qualificat per Chris Williman, de Variety, com a «ridículament bo» i «descaradament adolescent», una cosa atípica en la majoria dels cantants adolescents que acostumen a intentar imitar la música dels adults. En la crítica de Rachel Saywitz per a The Line of Best Fit, aclama la visió musical de la cantant Olivia Rodrigo i la producció de Nigro, assegurant que Sour es desvia dels límits dels gèneres convencionals per a treballar l'ampli gust de la cantant. L'escriptor Jon Caramanica, del diari The New York Times, va qualificar Sour com un «àlbum debut matisat i sovint excepcional» que succeeix en temps real l'evolució de les perspectives de Rodrigo. La crítica Helen Brown del diari The Independent, va exposar la seva opinó en la qual creia que l'àlbum converteix l'adolescència del segle xxi en «cançons de conte» de ressonància universal i va admirar l'«honestedat desarmant» de la cantant, la qual utilitza insults a diferència de les antigues artistes adolescents que «no acostumaven a fer-ho fins a estar en l'àlbum posterior a la ruptura». Va incloure que la seva musicalitat orgànica trenca les «superfícies brillants que hem arribat a esperar de noies tan llustroses».
Olivia Horn, de la revista Pitchfork, va designar l'àlbum de «col·lecció àgil i lleugerament caòtica de melodies de ruptura plenes de melancolia i picardía», amb blasfèmies que trenquen les regles morals que delimiten als artistes que provenen de produccions de Disney. Tanmateix, va afirmar que Olivia Rodrigo està «més bolcada en el contingut que en l'ofici» en alguns moments, conformant-se amb rimes simples, un frasejo evident i una qualitat d'enregistrament «faci-ho vostè mateix» que exposa les imperfeccions de la veu de la cantant. Al diari The Guardian, Rachel Aroesti va escriure que la producció és una «eufòria pop» polida que mostra la ira, la gelosia i el desconcert i «es doblega com un dels àlbums de ruptura més gratificantment indignes que s'han fet». No obstant això, gran part continua amb l'estil del senzill de «Drivers License», que el converteix en un disc admirable i pensatiu però poc ambiciós. A Stereogum, Chris DeVilleles va opinar que les lletres de la cantant «poden semblar desesperades i immadures», mentre que el ritme de l'àlbum es pot considerar «esgotador» a vegades, però Sour funciona aprofitant els seus inconvenients. Jenessa Williams, de DIY, defineix l'àlbum com «un viatge juvenil a través de l'angoixa del desamor», que només s'atenua en el moment que «juga massa al segur» i que la cantant «s'eleva de debò» quan és fort, en comptes de victimitzar-se en l'«amargor».

## Llista de cançons
Crèdits adaptats de les notes de l'àlbum físic de Sour.
| Núm.          | Títol                          | Composició                                                       | Productor(s)               | Durada |
| ------------- | ------------------------------ | ---------------------------------------------------------------- | -------------------------- | ------ |
| 1.            | «Brutal»                       | Olivia Rodrigo i Dan Nigro                                       | Nigro                      | 2:23   |
| 2.            | «Traitor»                      | Olivia Rodrigo i Dan Nigro                                       | Nigro                      | 3:49   |
| 3.            | «Drivers License»              | Olivia Rodrigo i Dan Nigro                                       | Nigro                      | 4:02   |
| 4.            | «1 Step Forward, 3 Steps Back» | Olivia Rodrigo, Taylor Swift i Jack Antonoff                     | Olivia Rodrigo i Dan Nigro | 2:43   |
| 5.            | «Deja Vu»                      | Olivia Rodrigo, Nigro, Taylor Swift, St. Vincent i Jack Antonoff | Nigro                      | 3:35   |
| 6.            | «Good 4 U»                     | Olivia Rodrigo, Dan Nigro, Hayley Williams i Joshua Neil Farro   | Nigro i Alexander 23       | 2:58   |
| 7.            | «Enough For You»               | Olivia Rodrigo                                                   | Olivia Rodrigo i Dan Nigro | 3:22   |
| 8.            | «Happier»                      | Olivia Rodrigo                                                   | Nigro                      | 2:55   |
| 9.            | «Jealousy, Jealousy»           | Olivia Rodrigo, Nigro i Casey Smith                              | Nigro i Jam City           | 2:53   |
| 10.           | «Favorite Crime»               | Olivia Rodrigo i Dan Nigro                                       | Nigro                      | 2:32   |
| 11.           | «Hope Ur Ok»                   | Olivia Rodrigo i Dan Nigro                                       | Nigro                      | 3:29   |
| Durada total: | Durada total:                  | Durada total:                                                    | Durada total:              | 34:41  |

Notes
- Tots els títols estan estilitzats en minúscules.
- «1 Step Forward, 3 Steps Back» interpola «New Year's Day» (2017), escrita per Taylor Swift i Jack Antonoff.[27]
- Rodrigo va atorgar crèdits d'escriptura a Taylor Swift, Jack Antonoff i St. Vincent per la similitud de Deja Vu amb Cruel Summer
- Després d'un acord legal, es va atorgar crèdits a Hayley Williams i Josh Farro del grup Paramore, perquè Good 4 O utilitza notes similars a Misery Business.

## Personal
Crèdits adaptats de les notes de Sour.
- Daniel Nigro – composición (1–3, 5–6, 9–11), producción (todas las canciones), grabación (todas las canciones), guitarra eléctrica (1–2, 5–6), guitarra acústica (1–2, 5–7, 10), programación de tambores (1–3, 5–6, 8–9, 11), sintetizador (1, 3, 6, 8–9), coros (1–3, 5–6, 8–9, 11), piano (2–3, 8–9), Juno 60 (2, 5, 7, 10), órgano B3 (2), bajo (3–10), percusión (3, 5), órgano (4, 11), Wurlitzer (5), guitarra (8–9), arreglo vocal (10), mezcla (11)
- Erick Serna – bajo (1), guitarra eléctrica (1)
- Ryan Linvill – Wurlitzer (1), programación de tambores adicional (1), programación de tambores (2), sintetizador (2), bajo eléctrico (2, 11), flauta (5), saxofón (5, 10), asistente de ingeniería (6, 10), ingeniería (7), programación adicional (8), guitarra acústica (11)
- Paul Cartwright – violín (1, 8), viola (1, 8)
- Dan Viafore – asistente de ingeniería (3–5, 8–9, 11)
- Taylor Swift – composición (4-5)
- Jack Antonoff – composición (4-5)
- Jam City – órgano (5), guitarra (5), producción adicional (9), programación de tambores (9), sintetizador (9)
- Sterling Laws – grabación de tambores (5, 9)
- Chis Kaych – ingeniería de tambores (5, 9)
- Jasmine Chen – ingeniería de tambores (5, 9)
- Alexander 23 – coproducción (6), guitarra eléctrica (6), bajo (6), programación de tambores (6), coros (6)
- Kathleen – coros (8), arreglo vocal (10)
- Casey Smith – composición (9)
- Sam Stewart – guitarras (11)
- Mitch McCarthy – mezcla (1–10)
- Randy Merrill – masterización (todas las canciones)

## Posicionament en llistes
| Llistes (2021)                       | Millor posició |
| ------------------------------------ | -------------- |
| Alemanya àlbums (Offizielle Top 100) | 7              |
| Austràlia àlbums (ARIA)              | 1              |
| Àustria àlbums (Ö3 Austria)          | 2              |
| Bèlgica àlbums (Ultratop Flanders)   | 2              |
| Bèlgica àlbums (Ultratop Wallonia)   | 3              |
| Álbumes (Billboard)                  | 1              |
| Dinamarca àlbums (Hitlisten)         | 1              |
| Escòcia (OCC)                        | 1              |
| (ČNS IFPI)                           | 3              |
| Espanya àlbums (PROMUSICAE)          | 1              |
| (Billboard 200)                      | 1              |
| (Suomen virallinen lista)            | 3              |
| França àlbums (SNEP)                 | 8              |
| Irlanda àlbums (OCC)                 | 1              |
| Itàlia àlbums (FIMI)                 | 12             |
| Hot (Billboard Japan)                | 22             |
| Japó àlbums (Oricon)                 | 15             |
| (AGATA)                              | 4              |
| (Recorded Music NZ)                  | 1              |
| Noruega àlbums (VG-lista)            | 1              |
| Països Baixos àlbums (Album Top 100) | 1              |
| Polònia àlbums (ZPAV)                | 16             |
| Portugal àlbums (AFP)                | 1              |
| Txèquia àlbums (ČNS IFPI)            | 1              |
| Suècia àlbums (Sverigetopplistan)    | 1              |
| Suïssa àlbums (Schweizer Hitparade)  | 3              |
| UK Albums (OCC)                      | 1              |

## Historial de llançament
| Regió   | Data               | Format(s)                                                  | Discogràfica          | Ref.          |
| ------- | ------------------ | ---------------------------------------------------------- | --------------------- | ------------- |
| Varis   | 21 de maig de 2021 | caixa recopilatòria casset CD descàrrega digital streaming | Geffen                | [ 92 ] [ 93 ] |
| el Japó | 2 de juny de 2021  | CD                                                         | Universal Music Japan | [ 94 ] [ 95 ] |
| Varis   | 20 d'agost de 2021 | Vinil                                                      | Geffen                | [ 96 ]        |